# نور الدين ولد علي
نور الدين ولد علي (مواليد 23 يونيو 1972) هو مدرب كرة قدم جزائري شارك في تدريب عدة فرق في كل من فرنسا والجزائر وعمل في الأعوام 2018-2021 مديرا فنيا لمنتخب لفلسطين و يعمل حالياً مدربا للمنتخب اليمني

## النشأة
وُلد ولد علي في باب الوادي، إحدى ضواحي مدينة الجزائر العاصمة، الجزائر. لعب ولد علي كرة القدم في بلدة عين البنيان، قبل أن يلتحق بالجامعة.

## مهنة التدريب
في عام 1992، بدأ ولد علي تدريب اتحاد الشاوية تحت سن ال 20. بعد فترة في الشاوية، انتقل ولد علي إلى فرنسا لتدريب نادي روا في مارسيليا. في روا، التقى ولد علي مع الدولي الفرنسي السابق فرانسوا براتشي. بعد مغادرة روا، تبع ولد علي براتشي في الجزائر، ليصبح مساعد براتشي المدير الفني في شباب قسنطينة ومولودية الجزائر. في عام 2013، انضم ولد علي إلى اتحاد الجزائر كمساعد لرولاند كوربيس.
عمل في الاعوام 2015-2018 مساعدا لمدير منتخب فلسطين الفني السابق عبد الناصر بركات، ثم تولى المنصب في نفس العام خلفا لخوليو سيزار بالديفيسو الذي أقيل بعد أشهر قليلة من تعيينه، واستقال في أبريل 2021 بعيد هزيمة المنتخب أمام السعودي في تصفيات آسيا.

### الإحصاءات
آخر تحديث 14 نوفمبر 2019.
| الفريق        | من            | إلى           | السجل | السجل | السجل | السجل | السجل | السجل | السجل | السجل  |
| الفريق        | من            | إلى           | ل     | ف     | ت     | خ     | أ.ل   | أ.ع   | ف.    | فوز %  |
| ------------- | ------------- | ------------- | ----- | ----- | ----- | ----- | ----- | ----- | ----- | ------ |
| فلسطين        | 22 أبريل 2018 | حتى الآن      | 25    | 7     | 10    | 8     | 21    | 26    | −5    | 028٫00 |
| المجموع الكلي | المجموع الكلي | المجموع الكلي | 25    | 7     | 10    | 8     | 21    | 26    | −5    | 028٫00 |